# Mossane
Mossane és una pel·lícula dramàtica germano-senegalesa estrenada el 1996 i dirigida per Safi Faye. Va competir a la secció Un Certain Regard del Festival de Cannes de 1996. La pel·lícula és totalment fictícia, a diferència d'alguns dels treballs anteriors de Faye en què utilitzava un estil documental.

## Sinopsi
Mossane (que en llengua serere significa "bellesa") és una noia de 14 anys que viu al poble serer del Senegal i és estimada per tothom, inclòs el seu germà Vara. Fara és un estudiant pobre. Tot i haver estat promesa per casar-se amb el ric Diogai, Mossane desafia els desitjos dels seus pares i s’enamora de Fara. El dia de l'enllaç, es nega a casar-se amb Diogai i esclata la tragèdia.

## Repartiment
- Magu Sik: Mossan
- Abu Camara: oncle Buck
- Moussa Cisse
- Mapai Diane
- Alfa Diouf: Ngor
- Alion Konare: Fara
- David Lam
- Igbo Ndong
- Isio Niang: Ming Diouf
- Blogueur Sic
- Gay Cinnabo
- Mustafa Yad: Samba